# 大清萬年一統天下全圖

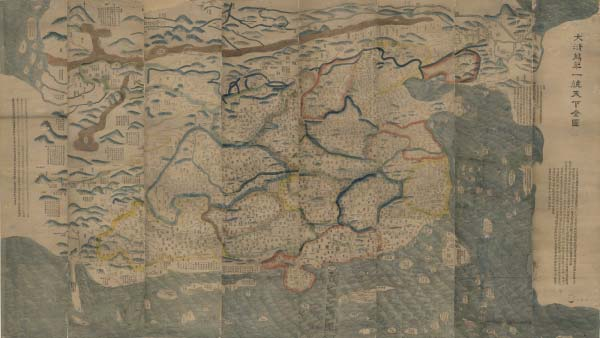
大清萬年一統天下全圖

《大清萬年一統天下全圖》繪製於清嘉慶十六年（1811），繪製者不詳，而全圖由8塊條幅拼合而成，總長235公分，總寬148公分。依圖上文字所載，此圖乃據乾隆三十二年（1767）浙江餘姚黃千人的舊圖摹刻增補而成。黃千人（1694–1771），字證孫；其祖父為黃宗羲（1610–1695），父親為黃百家（1643–1709）。
全圖除清代內部政區、疆域版圖、行政建置外，周邊分別標注出蔥嶺（帕米爾高原、崑崙山、喀喇崑崙山脈西部諸山的總稱）、大西洋、俄羅斯、身毒國（古印度別譯）、暹羅、日本、朝鮮等；歐洲各國則在圖左側，以小島嶼表現；若干地名、國名旁分別以文字解說背景知識。        
圖中的山脈以形象畫法表現，圖說中之圖例表示各級行政區域；省界以不同顏色區別。圖中黃河源繪於星宿海、鄂靈湖、查靈湖等三個湖泊，與黃河源頭實際的位置相去不遠。   
此圖由美國國會圖書館於1930年向恆慕義（Hummel, Arthur William, 1884-1975）收購而得，目前藏於美國國會圖書館。